# 圣于连勒福孔
圣于连勒福孔（法語：Saint-Julien-le-Faucon，法語發音：[sɛ̃ ʒyljɛ̃ lə fokɔ̃] ⓘ）是法国卡尔瓦多斯省的一个旧市镇，属于利雪区。2017年，圣于连勒福孔与临近的13个市镇合并为新市镇梅济东瓦莱多日。

## 地理
圣于连勒福孔（49°4'11"N, 0°5'14"E）面积3.22 平方千米，位于法国诺曼底大区卡爾瓦多斯省，该省份为法国西北部沿海省份，北濒大西洋英吉利海峡，东北与滨海塞纳省以海上边界相接，东临厄尔省，南至奧恩省，西与芒什省接壤。
与圣于连勒福孔接壤的市镇（或旧市镇、城区）包括：莱索蒂约帕皮永、库普萨尔特、格朗尚堡、莱萨尔和勒谢讷、勒梅尼勒西蒙、欧日地区维约蓬。
圣于连勒福孔的时区为UTC+01:00、UTC+02:00（夏令时）。

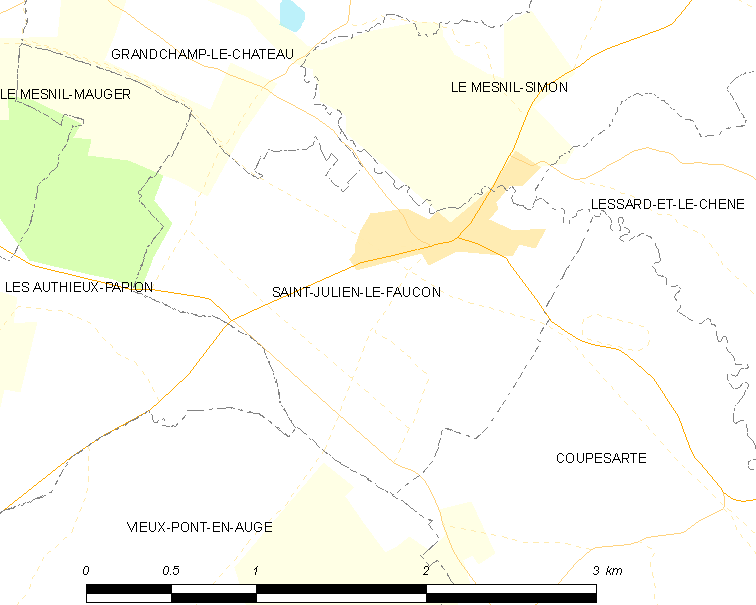
圣于连勒福孔的OSM定位图

## 行政
圣于连勒福孔的邮政编码为14140，INSEE市镇编码为14600。

## 政治
圣于连勒福孔所属的省级选区为梅济东瓦莱多日县。

## 人口

1962-2008年间圣于连勒福孔人口变化图示

圣于连勒福孔于2018年1月1日时的人口数量为685人。